# Hendrik Kloosterman
Pour les articles homonymes, voir Kloosterman.
Hendrik Douwe Kloosterman (9 avril 1900 - 6 mai 1968) est un mathématicien néerlandais, connu pour ses travaux en théorie des nombres (en particulier pour l'introduction des sommes de Kloosterman) et en théorie des représentations .

## Biographie
Après avoir terminé sa maîtrise à l'Université de Leyde de 1918 à 1922, il étudie à l'Université de Copenhague avec Harald Bohr et à l'Université d'Oxford avec Godfrey Harold Hardy. En 1924, il obtient son doctorat à Leyde sous la direction de Jan C. Kluyver. De 1926 à 1928, il étudie aux universités de Göttingen et de Hambourg, et il est assistant à l'Université de Münster de 1928 à 1930. Kloosterman est nommé lecteur (professeur associé) à l'Université de Leyde en 1930 et professeur titulaire en 1947. En 1950, il est élu membre de l'Académie royale néerlandaise des arts et des sciences,.